# Lijst van burgemeesters van Hoevelaken
Dit is een lijst van burgemeesters van de voormalige Nederlandse gemeente Hoevelaken tot die per 1 januari 2000 fuseerde met Nijkerk tot de nieuwe gemeente Nijkerk.
| Ambtsperiode | Naam burgemeester                                       | Leven         | Partij of stroming | Bijzonderheden                                                           |
| ------------ | ------------------------------------------------------- | ------------- | ------------------ | ------------------------------------------------------------------------ |
| 1813 - 1823  | Dirk Huurdeman                                          | 1752-1823     |                    |                                                                          |
| 1823 - 1825  | Peter van der Kieft                                     | † 1825        |                    |                                                                          |
| 1825 - 1840  | Wouter van de Glind                                     | † 1840        |                    |                                                                          |
| 1840 - 1848  | Hendrik van Meerveld                                    | 1791-1848     |                    |                                                                          |
| 1848 - 1851  | Carel August Nairac                                     | 1815-1883     |                    |                                                                          |
| 1851 - 1856  | Wouter François Kuyk                                    | † 1874        |                    | Aansluitend burgemeester van Beusichem                                   |
| 1856 - 1862  | C.F.H. Frezie                                           | 1828-1862     |                    |                                                                          |
| 1862 - 1866  | Assueer Jacob (A.J.) baron Schimmelpenninck van der Oye | 1835-1915     |                    | Aansluitend burgemeester van Nijkerk                                     |
| 1866 - 1875  | J.H. Krudop                                             | 1839-1912     |                    | Aansluitend burgemeester van Nijkerk                                     |
| 1875         | jhr. Gustaaf Willem Hendrik (G.W.H.) Mollerus           | 1847-1920     |                    |                                                                          |
| 1875 - 1882  | G.G. Akersloot                                          | 1843-1929     |                    |                                                                          |
| 1882 - 1889  | Seino Anne Karel baron van Nagell                       | 1856-1924     |                    | Aansluitend burgemeester van Warnsveld                                   |
| 1889 - 1897  | Herman Hattink                                          |               |                    | Aansluitend burgemeester van Dinxperlo (tot 1910) en Valburg (1910-1918) |
| 1897 - 1907  | Marcus van Heloma                                       | 1866-1944     |                    | Van 1897 tot 1906 tevens secretaris                                      |
| 1907 - 1917  | Anton Eduard van Arkel                                  | 1876-1966     |                    | Aansluitend burgemeester van Ruurlo                                      |
| 1917 - 1946  | Jhr. Paulus Andries van Eys                             | 1884-1962     |                    |                                                                          |
| 1945 - 1947  | Willem Henri van de Graaff                              |               |                    | Waarnemend                                                               |
| 1947 - 1958  | Jhr. Steven Mathijs Snouck Hurgronje                    | 1913-1998     | CHU                | Aansluitend burgemeester van Avereest                                    |
| 1958 - 1972  | Ernst (E.Ph.) Veen                                      | 1924-2006     | CHU                | Aansluitend burgemeester van Ermelo (tot 1989)                           |
| 1972 - 1980  | Frans (F.) Hoekstra                                     | 1926-1983     | PvdA               | Aansluitend burgemeester van Lochem                                      |
| 1981 - 1987  | Henk (H.P.) Jager                                       | ca. 1932-2017 | PvdA               | Aansluitend burgemeester van Neede                                       |
| 1987 - 2000  | Marianne (M.) Hendriksen-Ansing                         | *1944         | PvdA               |                                                                          |